# Буш, Стэн
Стэн Буш (англ. Stan Bush; 10 июля 1953) — американский музыкант, певец и гитарист, более известный как автор песен «Dare» и «The Touch» к анимационному фильму «Трансформеры». Обладатель премии «Эмми» 1997 года за композицию «Til I Was Loved By You», прозвучавшей в сериале «Направляющий свет».

## Дискография
- Stan Bush (1983)
- Stan Bush & Barrage (1987)
- Every Beat of My Heart (1992)
- Dial 818-888-8638 (1993)
- Higher Than Angels (1996)
- The Child Within (1996)
- Call to Action (1997)
- Til All Are One (1997)
- Stan Bush & Barrage - Heaven (1998)
- Merry Christmas & A Happy New Year (1998) (Christmas Album -out of print-)
- Capture the Dream - The Best of Stan Bush (1999)
- Language of the Heart (2001)
- Shine (2004)
- In This Life (2007)
- Dream The Dream (2010)
- The Ultimate (2014)
- Change the World (2017)
- Dare to Dream  (2020)